# 10.000 km
Pour plus de détails, voir Fiche technique et Distribution.
10.000 km est un film espagnol réalisé par Carlos Marqués-Marcet, sorti en 2014.

## Synopsis
Le film suit la relation entre Alexandra et Sergi à Barcelone, en Espagne. Ils ont du mal à trouver un équilibre entre leur projet d'avoir un bébé et la carrière de photographe d'Alex. Quand Alex accepte une résidence d'artiste d'un an à Los Angeles, la distance s'installe dans leur relation.

## Fiche technique
- Titre : 10.000 km
- Réalisation : Carlos Marqués-Marcet
- Scénario : Carlos Marqués-Marcet et Clara Roquet[1]
- Photographie : Dagmar Weaver-Madsen
- Montage : Carlos Marqués-Marcet et Juliana Montañés
- Production : Jana Diaz Juhl, Tono Folguera et Sergi Moreno
- Société de production : Lastor Media, La Panda, Televisión Española et Televisió de Catalunya
- Société de distribution : Chapeau Melon Distribution (France)
- Pays :  Espagne
- Genre : Comédie dramatique et romance
- Durée : 99 minutes
- Dates de sortie : 
  - Espagne : 16 mai 2014
  - France : 29 avril 2015

## Distribution
- Natalia Tena : Alex
- David Verdaguer : Sergi
- Sirius Flatz : l'ami d'Alex

## Distinctions
Le film a été nommé pour trois prix Goya et a reçu le prix Goya du meilleur nouveau réalisateur.